# Extraños en un tren (novela)
Extraños en un tren (1950) es una novela de suspenso psicológico de Patricia Highsmith sobre dos hombres cuyas vidas se enredan después de que uno de ellos propone "intercambiar" asesinatos. 
Fue adaptada al cine en 1951 por el director Alfred Hitchcock y nuevamente en 1969 por Robert Sparr. Desde entonces, ha sido adaptada varias veces, total o parcialmente, al cine y la televisión. Fue adaptada para radio en 2004 por Craig Warner y para teatro en 2013 (también por Warner).

## Argumento
El arquitecto Guy Haines quiere divorciarse de su infiel esposa, Miriam, para poder casarse con la mujer que ama, Anne Faulkner. Mientras viaja en un tren para ver a su esposa, conoce a Charles Anthony Bruno, un playboy psicópata y dipsómano que propone la idea de "intercambiar asesinatos": Bruno matará a Miriam si Guy mata al padre de Bruno; Ninguno de ellos tendrá un motivo y la policía no tendrá motivos para sospechar de ninguno de ellos. Guy no toma en serio a Bruno, pero éste mata a su esposa mientras Guy está en México.
Bruno informa a Guy de su crimen, pero Guy duda en entregarlo a la policía. Se da cuenta de que Bruno podría reclamar la complicidad de Guy en los asesinatos de intercambio planeados; sin embargo, cuanto más permanece en silencio, más se implica. Esta culpa implícita se vuelve más fuerte a medida que en los próximos meses Bruno hace apariciones exigiendo que Guy cumpla con su parte del trato. Después de que Bruno comienza a escribir cartas anónimas a los amigos y colegas de Guy, la presión se vuelve demasiado grande y Guy asesina al padre de Bruno. 
Posteriormente, Guy se siente consumido por la culpa, mientras que Bruno busca su compañía como si nada hubiera pasado. Hace una aparición sin ser invitado en la boda de Guy, provocando una escena. Al mismo tiempo, un detective privado que había trabajado para el padre de Bruno y que sospecha que Bruno ha organizado el asesinato de su padre, establece la conexión entre Bruno y Guy que comenzó con el viaje en tren, y sospecha de Bruno del asesinato de Miriam. Guy también se ve implicado debido a sus contradicciones sobre su relación con Bruno.
Cuando Bruno cae por la borda durante un crucero en velero, Guy se identifica tan fuertemente con él que intenta rescatarlo bajo amenaza de su propia vida. Sin embargo, Bruno se ahoga y la investigación del asesinato se cierra. Guy, sin embargo, se siente culpable y confiesa el doble asesinato al examante de Miriam. Este hombre, sin embargo, no condena a Guy, sino que demuestra una gran indiferencia tanto hacia Miriam, como a las mujeres en general, mientras disfruta del licor de Guy. Sin embargo, el detective que había estado investigando los asesinatos escucha la confesión de Guy y lo confronta. Guy pide que lo arreste.

## Personajes
- Guy (Guy Daniel Haines), brillante arquitecto.
- Sra. Haines, madre de Guy.
- Anne Faulkner, la amante de Guy.
- Los Faulkner (el señor y la señora), los padres de Anne.
- Miriam (Miriam Joyce Haines), esposa de Guy: llevan tres años separados.
- Ralph Joyce, hermano de Miriam.
- Owen Markman, amante de Miriam y padre del niño que espera.
- Charley (Charles Anthony Bruno), conocido ocasional de Guy; A menudo se le llama por su apellido (Bruno).
- Samuel Bruno conocido como El Capitán, el aborrecido padre de Charles.
- Elsie, madre de Charles.
- Alice Leffingwell, la amiga inseparable de Elsie.
- Herbert, camarero en casa de Bruno.
- Gerard (Arthur), detective privado de Samuel Bruno, más tarde investigador de la familia.

## Antecedentes
En una carta que escribió a su amigo Marc Brandel en 1985, Patricia Highsmith confesó que le entusiasmaba la idea de que cualquier persona (el vecino más corriente, el compañero de trabajo más aburrido, esa chica corriente que vés todos los días en el tren) pudiera estar escondiendo algún secreto terrible o albergando alguna propensión sórdida: “No se me ocurre nada más apto para agitar, inspirar y fomentar la imaginación que la idea (el hecho) de que cualquiera con quien te cruces en la acera, en cualquier lugar, pueda ser un sádico, un compulsivo. ladrón o incluso asesino”. "Cuando tenía diecisiete años, en Texas", dijo Highsmith a un entrevistador de la BBC, "conocí brevemente a un chico muy mimado que se parecía mucho a Bruno, completamente disoluto... completamente inútil, y fue una especie de génesis de Bruno". 
Patricia Highsmith trabajó en Extraños en un tren desde finales de 1945 hasta principios de 1950. Como escribió Paul Ingendaay en el epílogo de la nueva traducción de la novela de Melanie Walz, ella pudo estudiar el alcoholismo claramente descrito en sus seres más cercanos: su entonces amante, Natica, y más tarde ella misma, tuvieron una aventura con Virginia  ("Ginnie"), una alcohólica pudiente y  ociosa. 

## Recepción
Una opinión expresada en 746books.com señala que "Extraños en un tren es también un retrato perfecto de la obsesión. Bruno está obsesionado con la idea de que su vida perezosa y desenfocada mejorará si su padre muere y ve en Guy a un hombre que, según él, tendría una vida mejor si su esposa estuviera muerta. Esta simetría deformada alimenta la atracción homosexual latente de Bruno hacia Guy, que Highsmith insinúa sutilmente sin ir demasiado lejos. Cuanto más intenta Guy bloquear a Bruno de su vida, más se obsesiona con él, hasta que siente que la única forma de escapar del clamor constante de sus pensamientos es matar al padre de Bruno y, si es necesario, matar al propio Bruno." 

## Adaptaciones teatrales y radiofónicas
El dramaturgo Craig Warner adquirió los derechos teatrales de Strangers on a Train en 1995 y escribió adaptaciones teatrales y radiofónicas de la historia. La versión de radio fue grabada y transmitida por la BBC y lanzada en CD en mayo de 2004.  La producción de la obra en el West End se desarrolló del 2 de noviembre de 2013 al 22 de febrero de 2014 en el Teatro Gielgud y fue protagonizada por Jack Huston, Laurence Fox, Miranda Raison, Imogen Stubbs, Christian McKay y MyAnna Buring. Fue dirigida por Robert Allan Ackerman y entre sus siete productores acreditados se incluye Barbara Broccoli. Se anunció un calendario de giras por el Reino Unido de enero a marzo de 2018.
Al igual que la película de Hitchcock, las versiones de Warner contienen un subtexto homosexual.   La versión radiofónica sigue más de cerca la trama de la novela, aunque hay varias diferencias en el desenlace. La confesión final de Guy es para Anne, no para el amante de Miriam. El detective logra resolver el complot de asesinato original y confronta a Bruno con los detalles, pero se niega a tomar más medidas porque cree que ambos hombres pasarán el resto de sus vidas castigándose con culpa y miedo. El devastado Bruno — con su seguridad destruida y dándose cuenta de que Guy no lo apoyará ni lo amará — se suicida frente a Guy trepando a una vía de ferrocarril donde un tren que se aproxima lo mata. Anne convence a Guy para que deje todo el asunto atrás y reanude su carrera en arquitectura.

## Influencia en la cultura popular
- Un episodio de 2009 de la serie Castle de ABC titulado " Double Down " sigue vagamente la trama de la novela, que se menciona en el episodio.
- Un episodio de 2013 de la serie de TNT Rizzoli & Isles titulado " Partners in Crime " sigue vagamente la trama de la novela, que se menciona en el episodio.
- El episodio 12 de la temporada 7 de Murdoch Mysteries "Asuntos pendientes" utiliza la misma trama de asesinatos dobles no relacionados.
- El libro de JD Robb, Strangers in Death (2008) hace referencia tanto a la novela de Highsmith como a la película de Hitchcock cuando un detective de homicidios intenta resolver dos asesinatos aparentemente no relacionados.
- La película de 1987 Throw Momma from the Train ofrece un giro cómico a Extraños en un tren, con la película de Hitchcock inspirando un plan de imitación del personaje de Danny DeVito.
- La novela de Peter Swanson de 2020 Eight Perfect Murders analiza ampliamente el libro y lo utiliza como punto clave de la trama.
- Un episodio de 2011 del drama criminal CSI: Crime Scene Investigation, el episodio "Tell-Tale Hearts" reúne a tres extraños para cometer un cuádruple asesinato.
- Un episodio de 2004 del procedimiento policial Ley y orden "COD" involucra a dos mujeres que conspiran para matar a los maridos de la otra.
- Un episodio de 2018 de Ley y orden: Unidad de víctimas especiales titulado "Venganza" utiliza la trama de asesinatos no relacionados, pero con hombres que violan entre sí a mujeres que los despreciaron. La película de Hitchcock es mencionada por el fiscal Peter Stone (Philip Winchester) quien dice: "Tendrás que encontrar un juez que haya visto Extraños en un tren ".
- En un episodio de 2016 de Shameless, Frank conoce en un tren a un hombre llamado Bruno, que se ofrece a cometer un asesinato por él.
- La película de Netflix de 2022 Do Revenge se inspira en el concepto de la novela.